# Pitàgores (boxador)
|  | Per a altres significats, vegeu «Pitàgores (desambiguació)». |

Pitàgores (en grec antic Πυθαγόρας) va ser un atleta de l'antiga Grècia nascut a Samos, que va viure a finals del segle vi aC i a principis del segle v aC. Va ser vencedor del concurs de pugilat als Jocs Olímpics.
Pitàgores, des de molt jove volia participar en les Olimpíades, el festival més gran que es feia, i l'any 558 aC, tot i que encara era un nen, va decidir entrenar-se per participar-hi, prestant el jurament necessari. Segons Favorí d'Arle va ser el primer que va practicar tècnicament la boxa a la 48a Olimpíada. Quan es va presentar al combat de nois portava els cabells llargs i un vestit de color porpra, i no el van deixar inscriure acusant-lo d'efeminat i burlant-se'n, i es va presentar al concurs d'homes on els va derrotar a tots i va aconseguir la victòria. Diògenes Laerci, que transcriu aquests fets, copia un epigrama d'un autor anomenat Teètet, que diu que si es volen conèixer els fets de Pitàgores que ho preguntin a la gent d'Elea.